# 투전경
《투전경》(일본어: 闘戦経, 일본어 구자체: 鬭戰經)은 일본 헤이안 시대(平安時代) 말기에 성립된 것으로 보이는 일본의 병법서(후술)이다. 현존하는 일본의 독자적인 병법서로는 가장 오래된 병법서이다.
일본 최초의 무사 정권인 가마쿠라 막부(鎌倉幕府)의 고케닌(御家人) · 문관 고케닌(文官御家人)들의 애독서이기도 하였다고 한다. 기원에 대해서는 오에 집안(大江家)의 가보를 기원으로 하는 설이 유력하다고 알려져 있다.

## 저자 · 성립
이 책을 저술하고 또 대대로 전해 온 것은, 고대부터 일본에서 조정의 서적을 관리해 온 오에 집안으로, 이들은 가마쿠라 막부에서는 초대 쇼군 요리토모부터 3대 쇼군 사네토모에 이르기까지 병법 사범(兵法師範)으로서 전수해 온 일족이었다.
이 책에서는 “오랜 세월이 지나 벌레 먹고 쥐가 쏠아서 그 전해 온 것을 잃고, 어떤 사람이 지었는지 (구체적으로는) 알려지지 않고, 대조재(大祖宰) (오에노) 고레토키(維時) 경의 저작이라고도 하고, 다자이노소치(大宰帥) 마사후사(匡房) 경의 책이라고도 한다"라고 적고 있다. 일본병법연구회 회장 가무라 가즈유키는, 시대적으로 봐서 마사후사의 저작으로 보고 있어 이에 따르면 11세기 말이나 12세기 초경에 이 저작이 이루어진 것으로 보인다.
유수의 일본 방위학(防衛学) 연구자들은 이 책을 '무사도'의 시작으로 꼽지만, 책에는 일체 '무사'나 '사무라이'라는 단어가 쓰이지 않고 '쓰와모노'(兵)나 '이쿠사'(軍)라는 말밖에 적혀 있지 않다. 또한 내용상으로도 권위주의적이며 센고쿠 시대(15세기 말에서 16세기)의 하극상 같은 합리 · 실력주의적인 사고(중국적 전쟁관)가 전혀 보이지 않는다. 이로 미루어 아직 무가가 조정의 권위에 순종했던 시대의 무렵(가마쿠라 이전)의 작임을 알 수 있다(센고쿠 시대에는 통하지 않는 정신적인 면, 「쓰와모노의 본분이란」이라는 이념도 볼 수 있다).
또 『투전경』은 거듭되는 전란을 거치면서 일부만 전해지게 된 것으로 보인다.

## 저술 이유
널리 알려진 저술 이유로 중국의 병법서 《손자》에서 「병법은 기만술이라(모략 등의 편법이 필요)」라고 한 사상이 일본의 이른바 '국풍'(国風)에는 맞지 않고(《투전경》의 내용에도 지략에만 의지하면 오히려 역효과가 난다는 생각이 엿보인다), 어쨌든 중국의 춘추전국 시대와 같은 시대가 도래하게 될 때 나라가 위험해지게 된다는 우려에서 정신교육을 강조할 필요가 생기면서 《손자》의 보조적 병서로 성립하였다는 취지가 《투전경》을 담은 상자의 금문에 쓰여 있다. 금문을 일부 인용하면, 「투전경은 손자와는 앞뒷면을 이룬다」(闘戦経は孫子と表裏す)라고 되어 있고, 《손자》(전략 · 전술)를 배우는 무장은 「투전경」(쓰와모노로서의 정신・이념)도 배우는 것도 중요하다고 본 오에가의 사상을 엿볼 수 있다.

## 이름의 유래
『투전경』의 서문에 「투전의 모든 경전은 본조의 병가의 은밀한 비전이자 우리 집안의 고서라」(闘戦全経者、本朝兵家之蘊奥、我家之古書也)라고 하여 일본  국내의 병법서에는 '경'(經)이라는 이름을 붙인 병서가 없다는 점에서도, '경'이라 할 수 있는 병법서는 이 책이 처음이며, 이것이 이름의 유래로 보인다. 덧붙여 서문은 무로마치 시대에 기술된 것으로 보이는데, 서문의 집필자인 '오에 아무개'라는 인물은 오닌의 난 이전의 오에 집안의 당주로 보인다.

## 전래 · 유서
이 책이 저술된 이후, 오에 집안의 38대 당주 오에노 히로모토(大江広元)가 가마쿠라 막부의 문관 고케닌으로써 겐지 쇼군 3대를 섬겼지만, 싯켄 호조 집안의 치세가 되고부터는 오에 집안과 가마쿠라 막부 사이가 소원해지면서, 결과적으로 이해하기 쉬운 《손자》 ・ 《오자》가 일본의 무가 사회 사이에 보급되었고, 《투전경》을 배우는 사람은 일본 안에서도 일부 무가에 한정되어 전해졌을 뿐이다.
훗날 오에 집안의 41대 당주 오에 도키치카(大江時親, 모리 도키치카)가 곤고 산(金剛山) 기슭에 자신의 거처를 짓고 살면서 주변의 호족에게 집안의 가전 병법을 전수하였다. 전수자 가운데는 가마쿠라 막부를 쓰러뜨리는 데 공을 세우고, 아시카가 집안에 맞서 최후까지 항쟁하며 후세에 명장이자 충신으로 이름이 알려지게 되는 구스노키 마사시게(楠木正成)도 있었다고 전한다(마사시게가 최후의 순간까지 쇼군 타카우지와 싸운 것도 투전경에서 중시했던 '권위'에 대한 강조의 영향로 해석되기도 한다). 가마쿠라 막부가 멸망하고 고다이고 천황에 의한 겐무 신정(1334년)이 시작된 후, 도키치카는 아키 국(安芸国)으로 가서 그곳에서 모리 집안(毛利家)의 시조가 된다.
센고쿠 시대가 시작되고, 오에 집안의 52대 손인 모리 모토나리의 동생인 오에 모토쓰나(大江元綱)는 이 책을 데와노카미 하타 다케모토(秦武元)에게 전수했고, 나아가 그에게 전수받은 마히토 마사토요(眞人正豊, 구스노키 마사토요)는 자신을 '고케 병학의 정통'(江家兵学の正統)이라 칭하며 모토나리의 손자(깃카와 모토하루의 아들) 오에 모토우지(大江元氏)에게 '겐케 고법'과 함께 전했다(이 '겐케 고법'이라는 표현은, 《투전경》 안에서도 볼 수 있다).
그 후로는 에도 시대에 이르러, 18세기 중반인 호레키 연간에 이요 마쓰야마 번(伊予松山藩)의 병법사범이었던 기무라 가쓰마사(木村勝政)에게 전해져, 마쓰야마 번내에서 몇 대에 걸쳐 전해져 왔다. 이 외에도, 어떤 형태를 거쳐 구로바 번에도 전해졌다.
최종적으로 1926년(다이쇼 15년) 일본 해군병학교에 《투전경》 등이 모두 기증되어, 태평양 전쟁 패전 전까지 일본 해군대학교에서도 《투전경》을 강의에 이용했다. 현전하는 사본은 9권으로 각각 본문만 있는 것, 주석이 첨부된 것, 뜻풀이만 모은 것 등이 있고, 일본에서는 고래의 일본의 병법 사상이란 무엇인가에 대한 연구에 빠뜨릴 수 없는 자료가 되어 있다.

## 내용
일부만 현존하는 데다 《손자》의 '보조'라는 역할만을 매겼기 때문에, 병사로서 장군으로서의 사상・정신・이념・심법(心法)을 주로 설교하고, 용병론은 일부에서 설명할 뿐, 공성전이나 농성전 등 구체적인 전술론은 설명되어 있지 않다. 실질적 전술은 《손자》 ·  《오자》에 맡기고 있는 형태가 되어 있어서 《투전서》를 읽기 위해서는 이들 중국 병법서도 숙지해야 한다. 또한 문장이 전체적으로 보아 짧고 간결하게 정리되어 있어서 읽는 독자 입장에서 해석을 요한다(후세에 주석본이 쓰여진 이유이기도 하다).
(현존부로서) 전 53장으로 이루어져 있다.
이 책의 사상적 특징으로, 사물을 이원적으로 구별해서 생각하는 것이 아니라, 일원적으로 집약하여 말하고, 사용처별로 구분하여야 한다고 논한 것으로 “이것은 하나라고 하고, 그것은 둘이라고 한다. 무엇을 가지고 수레바퀴다 날개다로 비유할 것인가."라는 글에 드러나 있다. 날개와 수레바퀴는 그 자체로 하나(한 쌍)이며, 구별을 한다 해도 사물의 역할로는 세울 수 없는 것이 사실이며, 중국 조정에서 하는 것처럼 문관 · 무관 이렇게 나눌 것이 아니라 양쪽 모두에 노력해야 한다, 라는 오에 집안 병법의 근간이 곳곳에 전해지고 있다.
한편으로 사고의 기반으로는 고대 중국에서 비롯된 음양사상이나 고대 중국의 현인의 말을 인용하고, 자연의 섭리(자연현상이나 동물의 체형 및 생태계)에 비추어, 그 일을 통찰하고, 이해할 것을 주문하고 있다.
아울러 기존의 중국 병서에 대한 비평도 제기한다. 《손자》에 대해서는 "손자의 13편은 두려움(懼)이라는 한 글자를 면할 수 없다"(적에 대해 두려움을 갖고 있다)면서, 제 아무리 유능하고 뛰어난 병법서인 《손자》라도 정신적인 측면은 말하지 않았다고 언급한다. 《오자》에 대해서도, "오기의 책 6편은, '상'(常)을 설하기에 간절하다"라 하여 '상도'의 소중함을 설명한다(《투전경》에서는 '기본'을 몇 번이나 설하고 있다).
용병론으로서, 「단병에서 급히 포로로 하려는 자는 독이 있는 꼬리를 칠지라」(소규모 부대로 급습해 포로를 잡으려면 우선 위험한 곳부터 공격하라)라고 하거나, "먼저 발 밑의 뱀을 베고 이어 거듭 산속의 범을 제어해야 할 것이라"(눈앞의 위험을 처리하고 나서 먼 곳의 강적을 향하라)라는 '순서'를 말하고 있다. 그 밖에도 "군에 발자국이 없는 것은 선이라"(좋은 군이란 불필요한 발자취를 남기지 않는다)라는 용병의 이상(어느 일이라도 한 번에 끝나는 규율, 망설임이 없는 것)이 적혀져 있다.
36장에 대해서는, 물자나 병참에 관한 것이라고 해석되지만, 대체로 정신론적인 이론을 설하면서 '작은 것에서 큰 것이 생긴다'거나, '작은 것 안에 광대한 세계가 있다'는 《화엄경》의 그것과 같은 비유를 한 다음, “천지의 성(性)이 어째서 작다고 하겠는가"(생각하기 나름이고 부족한 것은 없다)라고 해서 구체성이 없다.
또, "선에 또 선을 보태는 것은 오히려 병가의 이기는 기술이 아니다"(善のまた善なるものは却って兵勝の術に非ず)라고 하여, 무언가를 마구 덧붙이거나, 지나치게 많아도 때에 따라서는 오히려 나쁘다고 설파하고 "일심(一心)과 일기(一気)란 병가의 승리하는 큰 뿌리인가"와 같이, 병사가 이기기 위해서는 격렬한 마음 · 심리 상태보다, 일제히 일치단결하는 것이 기본이라고, 병사가 이기기 위한 기본적 조건을 장군 된 자에게 이야기한다. 그런 의미에서는 장군으로서의 자격을 기르기 위한 책이라고 할 수 있다. 그것은, "강함을 위주로 병학을 배우는 사람은 승리의 주역이 되고, 병학을 배워서 강함에 뜻을 두는 자는 패장이 된다"(기술이나 병학보다 몸을 단련한다=기초 체력의 향상이 우선이다)라는 표현에서도 알 수 있다.
병사로서의 사회적 역할・의의에 대해서도 많이 말하고 있어, "병사의 본분은 우환을 막음에 있다"라고 하고, "용병의 신묘함은 허무에 빠지지 않는 것이다"(무의미하게 어떤 사상에 의지하는 것이 아니라 실제적으로 노력하는 것이 용병의 요점이다)라고 하고 있다. 불교에서 승려가 환술(기술)에 의한 전도하는 것은 말 그대로 전도를 위한 방편일 뿐 환술 자체를 승려의 본분으로 하지 않는다는 사고 방식과 같다. 또한 "병사된 자는 능(綾)을 쓴다"고 하는데, 여기서 능은 날카로운 기세나 예리함을 가리키며, '날카로운 통찰력'이라고도 해석되기도 한다. 병사의 기본적 상태에서의 본연의 자세를 설명해, "병사의 길에 있는 자는 능히 싸울 뿐"(섣부르게 뒷공작을 하려다가는 오히려 봉변을 당한다)이라고 말한다.
한편으로 현실적인 면도 언급하고 있는데, "고두(鼓頭)에(전쟁을 알리는 북이 울리고 싸움이 시작되면) 인의(仁義)는 없다"나 "이겨서 인의를 행한다"와 같이, 평시에서의 인의는 전장에서는 통하지 않는다라고 단언하면서 "유술(儒術)은 죽고, 모략은 도망간다"(유교를 받드는 사람은 사변을 만나면 죽음을 선택하는 것 외에 다른 것이 없고, 모략을 이루는 사람은 위급한 때에 도망간다)라고 하고 있듯이, 유교에게 오히려 굉장히 비판적인 일면을 가지고 있으며, 동시에 모략가를 비판하는 입장을 취하고 있다.
지혜로운 자의 정의로서는, "취해야 할 것은 배로 취해야 한다. 버려야 할 것은 배로 버려야 한다. 솔개처럼 돌아보고 여우처럼 의심하는 자는 지혜로운 자라 할 수 없다"(의심하고 우물쭈물하는 자는 지혜로운 자가 아니다)라고 해서 지혜로운 자의 조건이란 결단력 있는 사람이라고 하고 있다.
권위에 대해서는 "풀뿌리 된 것들은 서리를 두려워하지 눈을 두려워하지 않는다. 위엄을 두려워하고 벌을 두려워하지 않음을 알라"(백성은 권위가 두려워도 권력은 두렵지 않다는 것을 안다)라고 해석하고 "전국(戰國)의 주인 되는 것은 의심을 버리고 권위를 더함에 있다"(의심을 버리고, 권위를 얻어라)라고 설하고 있지만 실제 현실에서의 일본의 센고쿠 역사에서는 대부분의 무장이 중국관에서의 '의심하는 것이 당연하다'라는 태도와 자세를 보이고 있어서, '권위'라는 것에 순종하던 사회적 분위기가 존재했던 시기에 이 《투전경》이 성립되었음을 알 수 있다.
"죽음을 설하고 삶을 설해서 '죽음'이니 '삶'이니 하는 것을 변별할 수는 없다. 이에 죽음과 삶을 잊고 죽으리라 살리라 하는 땅을 설하라"(죽음이 무엇인가, 삶이란 무엇인가, 하는 것을 구구절절 설파해봐야 죽음과 삶이란 사람의 머리로 알 수 있는 것이 아니다. 오히려 죽음에 대해서는 잊어버리고, '죽을 자리'와 '살 자리'를 설파하라)라는 사고방식은 일본적인 것으로 평가된다. 가늘고 긴 열도(列島)라는 일본의 지리적 특성상, 한 번 큰 전쟁이 시작되면 한쪽이 다른 한쪽 끝으로 몰려들기 쉽다(겐페이 전쟁이나 난보쿠초 동란, 세키가하라 전투 등 역사적으로 자주 그런 일이 일어났던 것과도 관련된다). 열도 안에는 산골이나 섬처럼 '숨을 곳'은 얼마든지 있지만, 대륙처럼 '도망칠 곳'이 있을 리가 없다(일본에서의 전투는 높은 줄 위에서의 싸움으로 비유된다). 그래서 일본의 무인들 사이에서 여러 번 시도되고 배양된 것이 보기 흉하지 않은 '결백함'이라는 정신이며, 살고 죽는 것 그 자체보다 '죽을 자리'와 '살 자리'를 분간하라는 생각이 당서에도 나타나 있다.

## 「투전경」 안에 드러난 신분 제도
「병술은 짚신과 같다. 그 발이 건강한가를 봐서 신어야 한다. 어찌 발도 저는 자가 신겠는가"(짚신은 강인한 발에만 착용하는 것으로 병술도 적재적소이다. 다리와 허리가 약하고 걸을 수 없는 사람에게 이용한다고 해서 도움이 되는 것은 없다)"라고 하고 있듯이 병술의 기본은 병사의 건강함이 전제되며, 따라서 최하층은 "불건강자"(각자의 규격에 적합하지 않은 자), 그 위에 "건상자"(健常者)가 따른다. 이어서 "기술은 오히려 힘보다 낫다 "며 '단순한 체력 자랑'보다 '기술자'(術者, 이 경우는 투석 또는 궁술 등의 전문 기술을 보유한 자를 말한다)를 상위로 한다. 그리고 정점을 '정예한 자'(권력)로 한다. 후세의 병법서인 《갑양군감》의 분류로 말하는 '병법 사용자'(兵法遣い)나 '병법자'는 《투전경》에서 말하는 '기술자'에 해당한다고 할 수 있다. 그리고 아무리 지식에 뛰어난 장군도, 통찰력이 있는 장군에게는 당해낼 수 없다고 한다.

## 비고 - 중국의 병서 《손자》와 투전경
- 《사기》 열전제5 손자・오기열전(孫子呉起列伝)에서 《투전경》에 인용된 것은 "태사공(太史公)은 이른다. (생략) 실행을 잘하는 사람이 반드시 설명을 잘한다고는 할 수 없다. 그 반대도 마찬가지다. 남을 꾀어온 손자는 지략가였지만, 그 자신은 월형(刖刑)에 처해지는 것을 미리 예방하지 못하였다 (후략)"라는 취지의 이야기를 적고, 용병 ・ 모략을 설한 손자 자신이 계략에 걸려서 해를 막지 못했다는 것은 슬픈 일이라고 아이러니하게도 서술되어 있다. 이처럼 중국에서는 일원적으로 말하지 못하고 계략을 다하는 모략가 자신이 시샘을 당해 낭패를 보고 있으니, 모략이라는 것이 좋다고 볼 수는 없다는 것이다.
- 또한 《사기》에서는 "사람을 귀감으로 삼는 자는 그 자신의 길흉도 알 수 있다"라고도 기술되어 있고, 병서의 귀감을 《손자》로 보는 입장을 취한 오에 집안으로서는 앞에서 서술한 손자의 결과가 오에 집안의 장래의 흉사라고 인식되었을 것으로 생각되어, 투전경＝국풍 병서의 성립으로 이어졌다고도 볼 수 있다.
- 이 책의 「矢の弦を離るるものは衆を討つの善か」는 《손자》의 표현에서 보면 한 번 날아간 화살처럼 돌아오지 않는 '기세'를 설한 것으로 해석될 수 있다.
- 《손자》에서 '세'(勢)는 두 가지 뜻이 있는데, '대세'(조직)와 '정세'(情勢), '상황'(状況)으로, 《투전경》 안에서도 "용(龍)의 태허(太虚)에 이길 것은 세(勢)로다"(龍の太虚に勝るものは勢なり)라고 하여, 손자의 해석에 따를 경우 여기서의 '세'는 '정세' 쪽이라고도 할 수 있다.
- 도망칠 곳도 숨을 곳도 도처에 깔려 있는 드넓은 중국 대륙에서 '전략'이라는 장기적 차원의 군사적 정책과 관련 대책을 논하는 '병법'이 발전한 것에 비해, 한 번 수 틀리면 쫓겨서 몰리기 쉽고, 도망갈 곳도 없는 일본(하야토 ・ 에미시 정벌이 그 예)에서 무인의 질이나 정신적인 면이 병법서에서 설명되는 것은 풍토관의 차이에 따라 《투전경》 이후 그 생각이 계속되고 있음을 알 수 있다. 일본에서 중세 이후의 병법서는 중국과는 달리 《오륜서》나 야규 집안(柳生家)의 병법서에서 보이는 것처럼 어느 유파의 무술 서적을 의미하는 것이 되어, 정신적인 의론이나 활인검이라는 사상이 설해졌다.
- 이 책에서는 으레 (과거의 사례로써) 옛날 이야기가 인용되는데, 예를 들어 떠나간 남편을 그리다 그 자리에서 몸이 굳어 돌로 변했다는 부인 이야기(마쓰라 사요히메 전설)를 들어 모략가와 비교하고 최종적으로는 남편을 그리며 그 자리에 남겨진 부녀자에 빗대어, 위험한 때에 도망치는 모사(謀士)가 향리에 뼈를 묻는 것을 본 적은 없다고 기술하고, 순박한 사람은 설령 무인이 아닌 여성이라 해도 후세에까지 이름을 남기게 된다고 이야기하고, 모략가는 정신적인 측면에서는 망부석 전설에 나온 여인(마쓰라 사요히메)에 미치지 못한다고 말하고 있다.
- 이 책에도 기술이 있는 「쓰와모노노미치」(일본어: 兵道)를 훗날의 무사도(武士道)를 가리키는 것으로 보고, 일본의 무가 도덕(武家道徳)을 의미한다고 일본의 학계는 해석한다. 다만 오에 집안은 무가가 아닌 구게(公家)로 일본의 국풍 병서인 이 책도 무가의 병법서는 아니고 구게가 저술한 병법서이다(이 또한 해석을 넓게 해 보면 조정의 병가兵家로 군사 관련 업무와 전혀 연관이 없는 것은 아니다).

## 참고 문헌
- 이에무라 카즈유키(家村和幸) 「투전경 무사도 정신의 원점을 읽는다 」 나미키 서방(並木書房) 2011년 ISBN 978-4-89063-283-1
- 사네마쓰 유즈루(実松譲) 「해군대학교육 전략·전술도장의 공죄 」 광인사(光人社) NF문고 1993년 ISBN 4-7698-2014-3 권 말부록2 pp.

## 관련 문헌
- 오세키 마쓰나리(大関増業) - 《투전경》의 주석서인 《투전경전경서언해》(闘戦経全経序諺解)을 저술하였다.
- 《훈열집》- 오에노 고레토키(大江維時)가 일본어로 번역한 중국 병가의 음양서이다.